# Mohammad Reza Zahedi
Mohammad Reza Zahedi (en persa: محمدرضا زاهدی‎; Isfahán, 2 de noviembre de 1960-Damasco, 1 de abril de 2024) fue un alto oficial militar iraní en los Cuerpos de la Guardia Revolucionaria Islámica. Anteriormente estuvo al mando de la Fuerza Aeroespacial del Cuerpo de la Guardia Revolucionaria Islámica y de las Fuerzas terrestres del Cuerpo de la Guardia Revolucionaria Islámica y fue uno de los principales comandantes de la Fuerza Quds en el momento de su muerte. Murió en un ataque aéreo israelí en la capital siria, Damasco, durante la guerra entre Israel y Gaza.

## Carrera Militar
Zahedi se unió a los Cuerpos de la Guardia Revolucionaria Islámica (CGRI) en 1979 y sirvió como oficial de nivel medio durante la guerra entre Irán e Irak. Dirigió la 44.ª División Qamar Beni Hashem de 1983 a 1986 y luego dirigió la 14.ª División Imam Hossein en los Cuerpos de la Guardia Revolucionaria Islámica de 1986 a 1991. Entre 2005 y 2008, Zahedi ocupó el cargo de comandante de las Fuerzas terrestres del Cuerpo de la Guardia Revolucionaria Islámica. Al mismo tiempo, asumió el liderazgo de la base Thar-Allah, responsable de la seguridad de la capital iraní, Teherán. De 2008 a 2017, Zahedi se desempeñó como jefe de la Fuerza Quds en Siria y el Líbano.

## Fuerza Quds
En 1998, Qasem Soleimani, el nuevo comandante de la Fuerza Quds, nombró a Zahedi jefe del Cuerpo Líbano de la Fuerza Quds, responsable de proporcionar armas y experiencia técnica a Hezbolá. Según Arash Azizi, el nombramiento de Zahedi por parte de Soleimani para este puesto junto con el nombramiento de Hossein Sheikholeslam como embajador iraní en Siria también en 1998 fueron una indicación de la determinación de Soleimani tanto de fortalecer a Hezbolá en el Líbano como de renovar la colaboración diplomático-militar iraní-siria.
El primer mandato de Zahedi como líder del Cuerpo del Líbano duró hasta 2002. En esta capacidad, Zahedi jugó un papel decisivo en la mejora de la capacidad de Hezbolá para atacar a las fuerzas israelíes que ocupaban el sur del Líbano y en la planificación de la ofensiva de Hezbolá en la primavera de 2000 que resultó en la derrota del aliado israelí libanés. Fuerzas milicianas y la retirada final de las Fuerzas de Defensa de Israel del Líbano, que puso fin al conflicto del sur del Líbano a favor de Hezbollah.
Después de la retirada israelí y hasta el final de su primer mandato como líder del Cuerpo del Líbano, se cree que Zahedi formó parte de un pequeño cuadro de mando conjunto del CGRI y Hezbolá, que incluía a Soleimani, el general Ahmad Kazemi y el jefe de operaciones militares de Hezbolá, Imad Mughniyeh responsable de dirigir la construcción de una gran red de fortificaciones terrestres y subterráneas en el sur del Líbano, que resultaría crucial para ayudar a Hezbolá a frustrar con éxito otra invasión israelí del Líbano en 2006.
En 2008, Soleimani nombró a Zahedi para el puesto de comandante del Cuerpo Líbano de la Fuerza Quds por segunda vez. Su segundo mandato duró hasta su asesinato en 2024. En este cargo estuvo involucrado en la Guerra Civil Siria del lado del gobierno de Bashar al-Assad. También dirigió el envío de grandes cantidades de armas desde Irán a través de Siria a Hezbolá hasta su asesinato.

## Asesinato
El día 1 de abril de 2024, n ataque aéreo israelí destruyó la sección consular de la embajada de Irán en Damasco, matando o hiriendo a todos los funcionarios iraníes que estaban en su interior. Zahedi fue asesinado por un ataque aéreo israelí que tuvo como objetivo el edificio anexo del consulado adyacente a la embajada iraní en la capital siria, Damasco. Según el embajador iraní, Hossein Akbari, entre cinco y siete personas murieron en el ataque aéreo. El ataque causó «destrucción masiva» al edificio del consulado, así como daños a los edificios vecinos, según los medios estatales sirios. Zahedi es el oficial de mayor rango del CGRI que ha sido asesinado desde el asesinato de Qasem Soleimani por parte de Estados Unidos en enero de 2020.